# کاناوا (آیووا)
کاناوا (به انگلیسی: Kanawha) شهری در ایالت آیووا کشور ایالات متحده آمریکا است که جمعیت آن در سرشماری سال ۲۰۱۰ میلادی، ۶۵۲ نفر بوده‌است.